# Matachewan
Matachewan est un canton du Timiskaming, situé dans le nord-est de l'Ontario, au Canada, précisément à l'extrémité de la route 66, le long de la rivière Montréal. Le nom est dérivé du mot cri signifiant « rencontre des courants ». 
L'économie de la ville repose principalement sur l'exploitation minière, principalement de l'or, et dans une moindre mesure, de tourisme. 
Matachewan est à l'origine un poste de traite de la Compagnie de la Baie d'Hudson, appelé Fort Matachewan, situé à environ huit kilomètres au nord de l'emplacement actuel de la ville. Il ne s'agit alors que d'un grand dépôt et de magasins, auxquels est ajoutée plus tard une église. Les Premières Nations locales, qui faisaient le commerce de leurs fourrures ici, campaient le long de la rivière Montréal mais ne s'installaient pas de façon permanente.
Dès 1916 et durant les décennies subséquentes, la découverte d'or dans la région permet de donner une impulsion à la ville. La découverte dans les années 1920 d'or, de cuivre et de molybdénite permet de lancer la ville dans des cycles d’expansion et de récession comparables aux villes minières typiques, en fonction des fluctuations des prix des matières premières. Éventuellement, l'économie de la ville se tourne vers la foresterie et le tourisme. 
En janvier 1976, le district de Matachewan est formé puis est constitué en canton en 1995.

## Géologie
Matachewan se trouve dans la partie sud-ouest de la ceinture de roches vertes de l'Abitibi et dans la ceinture aurifère de l'Abitibi. Entre 1933 et 1957, la mine Young-Davidson et la mine Matachewan Consolidated produisent 9,6 millions de tonnes de minerai contenant 3,1 grammes d'or par tonne et 0,93 gramme par tonne d'argent. Entre 1979 et 1980, l'exploitation à ciel ouvert de Pamour Porcupine Mines Limited permet la production de 18 000 tonnes de minerai contenant plus de 3,4 grammes par tonne d'or.

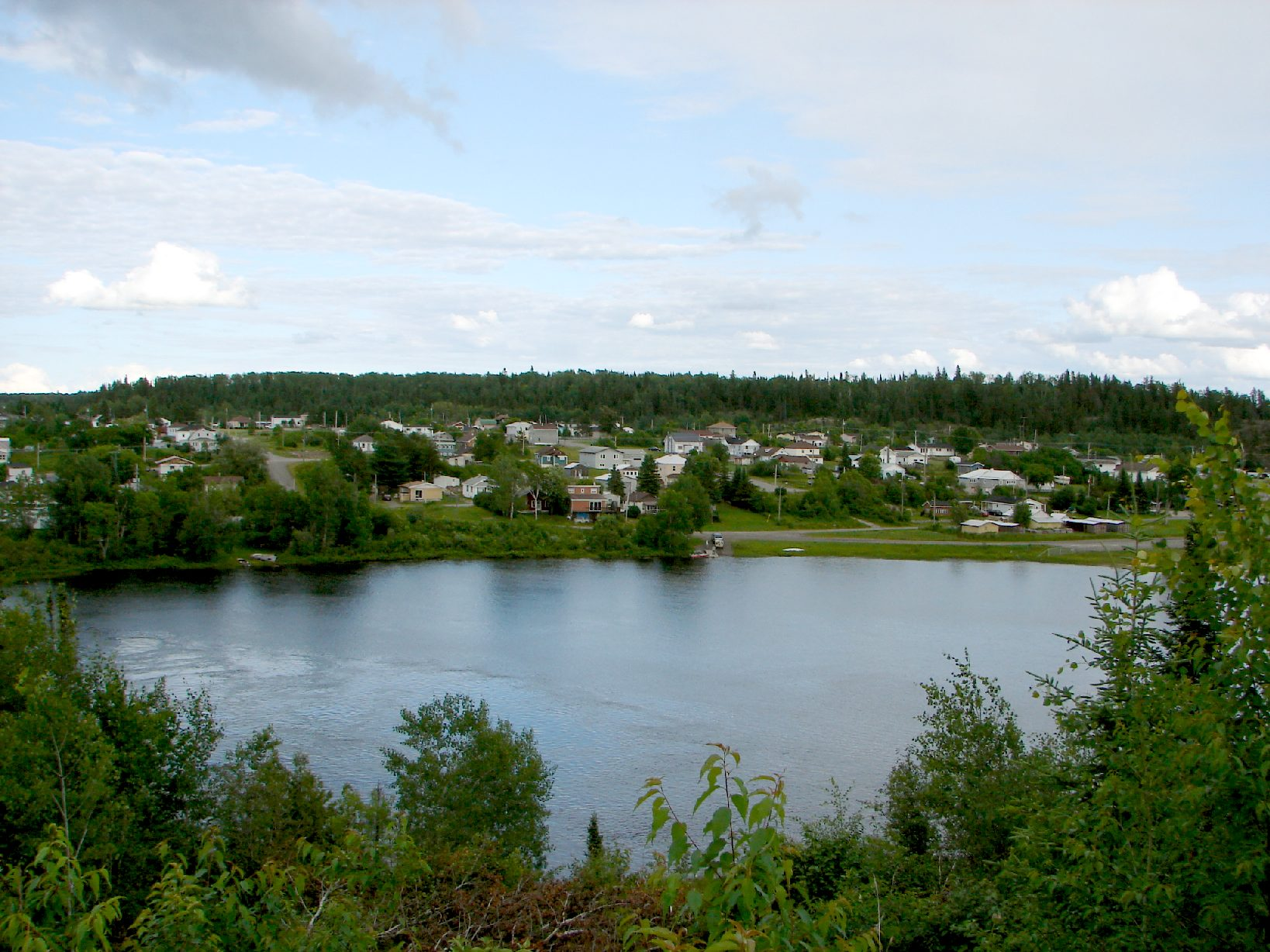
Matachewan, vue de l'autre côté de la rivière Montréal.

## Démographie
Au recensement de la population de 2021, Matachewan compte une population de 268 habitants, vivant dans 134 de ses 202 logements privés, soit une augmentation de 19,1 % depuis 2016. Avec son territoire d'une superficie de 539,56 km2, la densité du canton est de 0,496 habitants/km2 en 2021

## Transport
Deux routes provinciales traversent le canton, soit les routes 65 et 66.